# De Zoom (Soest)
De Zoom is een natuurgebied bij Soest in de provincie Utrecht.
De Zoom ligt ten zuidwesten van Soest op het noordelijk gedeelte van de Utrechtse Heuvelrug. Het gebied ligt aan de Dolderseweg, aan de noordzijde van het spoor Baarn - Den Dolder.
De naam verwijst mogelijk naar haar ligging aan de rand van het gebied Laag Hees van Pijnenburg. De Zoom bestaat uit bos, heide en kleine zandverstuivingen. 
De hoge wal langs de paaltjesroute is ooit door boeren aangelegd om te voorkomen dat het stuifzand hun akkers bedekte. De randwal om het gebied is opgeworpen tijdens de ontginning van het veengebied ten noordwesten van De Zoom. Als het gebied na 1240 in handen komt van de St. Paulusabdij uit Utrecht, wordt de grond vanuit De Zoom verkaveld richting Pijnenburg aan de huidige Biltseweg.

## Flora en fauna
Naast kleine zandverstuivingen met jeneverbesstruiken bestaan ook delen uit bos en hei. Er zijn meerdere korstmossen en paddenstoelen op het terrein te vinden. Op zonnige open plekken in het bos kan de gewone satermier (ook: butskopmier) worden aangetroffen.

## Recreatie
Aan de gelijknamige weg De Zoom, een zijweg van de Dolderseweg, ligt een camping. 
Het natuurpad De Zoom wordt met groene paaltjes aangegeven. 